# Liste der Kulturdenkmäler in Nußbach (Pfalz)
In der Liste der Kulturdenkmäler in Nußbach sind alle Kulturdenkmäler der rheinland-pfälzischen Ortsgemeinde Nußbach aufgeführt. Grundlage ist die Denkmalliste des Landes Rheinland-Pfalz (Stand: 6. September 2022).

## Einzeldenkmäler
| Bezeichnung            | Lage                | Baujahr | Beschreibung | Bild            |
| ---------------------- | ------------------- | ------- | --- | --------------- |
| Haus Wildanger         | Bachstraße 2 Lage   | um 1700 | heute Alte Welt Museum; Laubenhaus, Fachwerkbau, teilweise massiv, mit offener Laube, um 1700, Stallscheune; ortsbildprägend | Fotos hochladen |
| Wohnhaus               | Hauptstraße 12 Lage | 1913    | Krüppelwalmdachbau, Heimatstil, 1913, Architekt Dünnbier, Kaiserslautern                                                     | Fotos hochladen |
| Protestantische Kirche | Hauptstraße 13 Lage | 1911/12 | malerische Baugruppe im Heimatstil, 1911/12, Architekt Dünnbier, Kaiserslautern; mit Ausstattung, Walcker-Orgel von 1912     | Fotos hochladen |
| Hofanlage              | Hauptstraße 42 Lage | 1717    | Winkelhof; Wohnhaus, teilweise Fachwerk, bezeichnet 1717                                                                     | Fotos hochladen |
| Glockenturm            | Hohlstraße 4 Lage   | 1811    | Glockenturm, (modern) bezeichnet 1811                                                                                        | Fotos hochladen |